# Xã Carthage, Quận Miner, South Dakota
Xã Carthage (tiếng Anh: Carthage Township) là một xã thuộc quận Miner, tiểu bang Nam Dakota, Hoa Kỳ. Năm 2010, dân số của xã này là 38 người.